# 기오마르 노바이스

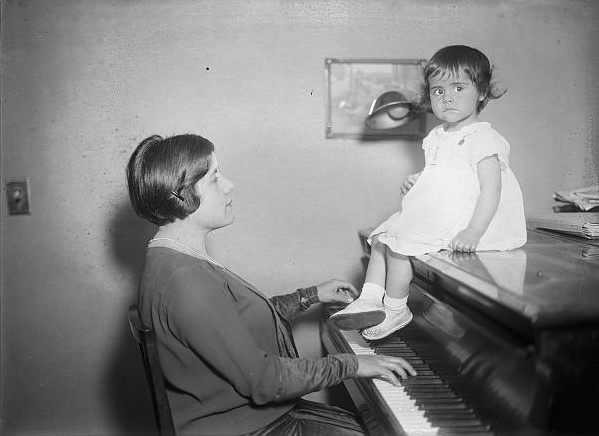
기오마르 노바이스

기오마르 노바이스(Guiomar Novaes, 1895년 - 1979년)는 브라질의 피아니스트이다.
브라질의 리우데자네이루 출신의 피아니스트이다. 9세 때 연주회를 연 것을 계기로 천재 소녀로 명성을 불러일으키고, 브라질 정부의 원조를 받아 파리에 유학, 파리 국립 음악원에서 이시도르 필리프에게 배웠다. 그 후 미국과 유럽에서 독주회를 열어 성공을 거두고 '피아니스트의 여왕'이라 불렸다. 그의 연주는 쇼팽, 슈만 등 낭만파 작품 중심이다.